# Roquesteron
Roquesteron (okcitansko/provansalsko: Roquesteron; italijansko: Roccasterone) je naselje in občina v jugovzhodnem francoskem departmaju Alpes-Maritimes regije Provansa-Alpe-Azurna obala. Leta 2007 je naselje imelo 511 prebivalcev.

## Geografija
Kraj leži v pokrajini Provansi ob reki Estéron, 85 km severozahodno od središča departmaja Nice.

## Administracija
Roquesteron je sedež istoimenskega kantona, v katerega so poleg njegove vključene še občine Bonson, Cuébris, Gilette, Pierrefeu, Revest-les-Roches, Sigale, Toudon in Tourette-du-Château s 3.415 prebivalci.
Kanton je sestavni del okrožja Nica.